# Мати Никенен
Мати Енсио Никенен (фин. Matti Ensio Nykänen, 17. јул 1963 – 3. фебруар 2019) био је фински ски скакач који се такмичио између 1981. и 1991. године. Генерално сматран једним од највећих скијаша-скакача свих времена, освојио је пет олимпијских медаља (четири златне), девет медаља на светским првенствима (пет златних) и свеукупно 22 медаље на првенствима Финске (14 златних; од тога је девет појединачних). Највећи успех остварио је на Зимским олимпијским играма 1988. у Калгарију освојивши златне медаље у сва три такмичења и поделивши титулу најуспешнијег спортиста на тим Играма с холандском брзоклизачицом Ивон ван Генип.
Он је једини скијаш-скакач који је освојио свих пет највећих такмичења у том спорту: Зимске олимпијске игре, Светско првенство, Светски куп, Светско првенство у летовима и Турнеју 4 скакаонице. Са четири велика „Кристална глобуса” дели титулу најуспешнијег такмичара у Светском купу у историји с Адамом Малишом и Саром Таканаши. Такође је једини скијаш-скакач који је пет пута рушио светски рекорд. Године 1981. постао је и светски јуниорски првак.
Након завршетка спортске каријере живот су му обележили бурне везе са женама, певачка каријера и разни инциденти повезани с претераним конзумирањем алкохола и насилним понашањем. Након напада ножем 2004. осуђен је на 26 месеци затвора те још једном на 16 месеци након тешког напада на своју супругу 2009.

## Спортска биографија
Уопштено се сматра највећим мушким ски скакачем свих времена,  освојио је 5 олимпијских медаља (4 златне), 9 медаља на светским првенствима (5 златних) и 22 медаље на финским првенствима (14 златних). Освојио је три златне медаље на Зимским олимпијским играма 1988. године, чиме је, уз Ивону ван Генип из Холандије, био атлетичар са највише медаља на тој Олимпијади.
Од деведесетих година прошлог века, Никенанов статус славне личности био је углавном подстакнут његовим живописним личним односима, каријером поп певача и разним инцидентима који су се често односили на тешку употребу алкохола и насилног понашања. Осуђен је на 26 месеци затвора након убиства 2004. године, и поново на 16 месеци након тешког напада на своју супругу 2009. године.
Преминуо је у свом дому у Лапенранти 3. фебруара 2019. године у 55. години. Жалио се на вртоглавицу и мучнине претходне ноћи. Недавно му је дијагностикован дијабетес. Вест о његовој смрти у великој мери је извештавана у медијима како у Финској, тако и у иностранству, са много признања која су му одали скијашки скакачи његовог времена. Надживели су га супруга и троје деце.

## Олимпијске игре

### Поредак
| Такмичење     | Нормално брдо | Велико брдо | Тим   |
| ------------- | ------------- | ----------- | ----- |
| 1984 Сарајево | Сребро        | Злато       |       |
| 1988 Калгари  | Злато         | Злато       | Злато |

## Светски куп

### Поредак
| Сезона  | Свеукупно | 4H | SF  |
| ------- | --------- | -- | --- |
| 1980/81 | 26        | —  | N/A |
| 1981/82 | 4         | 11 | N/A |
| 1982/83 |           |    | N/A |
| 1983/84 | 2         | 3  | N/A |
| 1984/85 |           | 2  | N/A |
| 1985/86 |           | —  | N/A |
| 1986/87 | 6         | 65 | N/A |
| 1987/88 |           |    | N/A |
| 1988/89 | 9         | 2  | N/A |
| 1989/90 | 19        | 16 | N/A |
| 1990/91 | —         | —  | —   |

## Смрт
Мати Никенен је преминуо у својој кући у Лапенранти, недуго након поноћи 4. фебруара 2019. од изненадног напада болести, када је имао 55 година. Раније те вечери жалио се на вртоглавицу и мучнину. Дијагнозиран му је дијабетес мање од три месеца раније. Вест о његовој смрти широко је извештена у медијима и у Финској и у иностранству, а многи су му одали почаст. Он је оставио за собом своју пету супругу и троје деце; двоје из претходног брака и једно ванбрачно. У мају 2019. Никененове сестре су потврдиле да су узрок смрти били панкреатитис и упала плућа.

## Дискографија
- (1992)
- Самурај (1993)
- (2006)

### Биографије
- A film about the life of Nykänen, simply entitled Matti, was released in 2006 with Finnish actor Jasper Pääkkönen cast as Nykänen. The movie focused on Nykänen's exploits beyond ski jumping.

### Књиге
- Matti Nykänen, Päivi Ainasoja and Manu Syrjänen: Mattihan se sopan keitti (2007)[1]
- Juha-Veli Jokinen: Missä me ollaan ja oonko mäkin siellä (2007)[1]
- Juha-Veli Jokinen: Elämä on laiffii (2006)[1]
- Kai Merilä: Matin ja minun rankka reissu (2005)[1]
- Egon Theiner: Grüsse aus der Hölle (2004)[1][2] (the English version of the book Greetings from Hell was published in January 2006)
- Antero Kujala: Voittohyppy (1999)[1]
- Antti Arve: Matti Nykänen Maailman paras (1988)[1]
- Kari Kyheröinen and Hannu Miettinen: Takalaudasta täysillä: Matti Nykäsen tie maailmanhuipulle (1984)[1]
- Juha-Veli Jokinen: Myötä- ja vastamäessä (2010)[1]